# 所博昭
所 博昭（ところ ひろあき、1968年4月16日 - ）は、岐阜県岐阜市出身の俳優、スーツアクター、アクションコーディネーター、殺陣師。アーバンアクターズ所属。

## 人物
身長170cm。体重68kg。血液型はA型。
特技はアクション、殺陣、乗馬、剣道、ガンアクション。趣味は映画、DVD鑑賞、料理。

## 担当作品
※スタント、アクション監督、殺陣を含む
- 西遊記（1994年）
- 女子高生コンクリート詰め殺人事件 -壊れたセブンティーンたち（1995年）
- ATHENA -アテナ-（1998年）
- 十津川警部シリーズ18（1999年）
- 十七歳（2002年）
- 3 on 3（2003年）
- 座頭市（2003年）
- ハラハラ刑事 〜危険な二人の犯罪捜査〜1（2004年）
- 地獄プロレス（2005年）
- OUT LIMIT（2005年）
- さくら署の女たち（2006年 - 2007年）
- 相棒（2006年 - ）
- 真夜中の少女たち（2006年）
- 座頭市（2007年 - 2008年）※舞台版
- トリコン!!!リターンズ triple complex Returns（2008年）
- Cafe吉祥寺で 第23・24話（2008年）
- 14歳 〜千原ジュニア たった1人の闘い（2009年）
- 僕の初恋をキミに捧ぐ（2009年）
- 臨場 続章（2010年）
- 妄想捜査 〜桑潟幸一准教授のスタイリッシュな生活（2012年）
- アウトレイジ ビヨンド（2012年）
- 刑事吉永誠一 涙の事件簿10（2012年）
- 外科医 鳩村周五郎11（2013年）
- この世で俺/僕だけ（2013年）
- 遺留捜査（2013年）
- てんぴんるーの真実
- 日立 世界・ふしぎ発見!・坂本竜馬暗殺篇

## 出演

### 映画
- 3-4X10月（1990年） - 相手チームのメンバー 役
- よい子と遊ぼう（1994年） - 覆面男 役
- みんな〜やってるか!（1995年） - 時代劇の出演者 役
- 金融腐蝕列島〔呪縛〕（1999年） - チンピラ 役
- 血を吸う宇宙（2001年） - 看守 役
- ピンポン（2002年）
- 凶気の桜（2002年）
- やくざの詩 OKITE 掟（2003年） - 合田連合 役
- 痴漢電車 指使い感じちゃう（2004年） - 佐久間睦 役
- 北の零年（2005年）
- TAKESHIS'（2005年）
- 極道の妻たち・RESURRECTION（2005年）
- アオグラ AOGRA（2006年） - 巡査 役 ※殺陣も担当
- 監督・ばんざい!（2007年）
- アキレスと亀（2008年）
- アウトレイジ（2010年）
- 相棒
  - 相棒 -劇場版II- 警視庁占拠! 特命係の一番長い夜（2010年）
  - 相棒シリーズ X DAY（2013年）
  - 相棒 -劇場版III- 巨大密室! 特命係 絶海の孤島へ（2014年）
- 地獄でなぜ悪い（2013年）

### テレビ
- 相棒
  - Season4 元日スペシャル（2006年） - 特殊捜査員
  - Season6 元日スペシャル（2008年） - 鉄道警察刑事
  - Season7 第18話（2009年） - 誘拐実行犯
  - Season8 第9話（2009年） - 警官
  - Season13 第5話（2014年） - 警官
  - Season13 最終回スペシャル（2015年） - 本村正義
  - Season14 最終回スペシャル（2016年） - 警官
  - Season16 第12話（2018年） - 南輝夫
  - Season17 第4話（2018年）
  - Season17 元日スペシャル（2019年） - 三雲生命社員
  - Season17 第18話（2019年） - 刑事
  - Season18 第14話（2020年）
  - Season18 最終回スペシャル（2020年） - 誘拐犯
  - Season19 第4話（2020年） - 警官
  - Season21 第4話（2022年） - マンション管理人
  - SEASON22 元日スペシャル（2024年）
  - SEASON23 第12話（2025年） - 店主
- アルバイト探偵（アイ）
- 異議あり!女弁護士大岡法江
- 永遠の仔
- エコエコアザラク〜眼〜 ※第9話では美術も担当
- 女ねずみ小僧
- 女無宿人 半身のお紺
- 火曜ミステリー劇場・豆腐屋直次郎の裏の顔3
- 吉祥天女 - 刑事
- 警視庁鑑識班14 - 奥本博久
- 警視庁捜査一課9係（2006年） - 公安
- 警部補・杉山真太郎〜吉祥寺署事件ファイル - 中島勝彦
- 刑法第三十九条 フラッシュ・バック
- 決着!歴史ミステリースペシャル 激撮・大江戸警察密着24時 - 遠山金四郎
- 時空警察・捜査一課 - 藤原道兼
- 下町いろは湯物語
- スカイハイ2 ※第5話では殺陣
- 特命係長 只野仁スペシャル'08
- 十津川警部シリーズ
- はるか17
- 日立 世界・ふしぎ発見!
  - 宮本武蔵篇 - 吉岡清十郎 ※殺陣も担当
  - 皇女・和宮篇 - 水戸藩士
- ひまわりさん2
- 復讐するは我にあり
- 妖ばなし

### 特撮
- 西遊記（1993年）
- ウルトラシリーズ
  - ウルトラマンティガ 第21話「出番だデバン!」（1996年） - 「ゆかいな仲間たち」団員
  - ウルトラマンダイナ
    - 第14話「月に眠る覇王」（1997年） - イガラシ研究員
    - 第48話「ンダモシテX」（1998年） - 変心宇宙人チャダビン星人[3]

  - ウルトラマンガイア 第39話「悲しみの沼」（1999年） - 刑事
  - ウルトラマンコスモス 第23話「ルナ対ルナ」（2001年） - トコロ助手
  - ウルトラQ dark fantasy 第6話「楽園行き」（2004年） - 浮浪者
- ブースカ! ブースカ!! 第37話「さよなら夢町」（2000年） - 銀行員
- 怪奇大作戦 セカンドファイル 第2話「昭和幻燈小路」（2007年） - 警官 ※殺陣も担当
- 怪奇大作戦 ミステリー・ファイル 第1話「血の玉」（2013年）

### Vシネマ
- 一瞬の代償〜受傷事故防止を考える - 佐藤巡査、吉井巡査部長、山田巡査
- 北の狼 - 博士
- 黒い契約者 - ホテルのフロントマネージャー
- 制圧逮捕術ビデオ（2009年） - 警官 役
- 制圧の構図 - 坂本巡査

### DVD
- 修羅をいく麒麟児1・2（2010年）
- バッド・ガールズ（2010年）
- ヤンキー学園（2011年）

### 舞台
- まぜたらせっけん（1993年）
- リストラバケーション（1994年）
- 性機末ラプソティー（1996年）
- ピーチな奴（2001年）

### CM
- 高橋酒造・米焼酎「しろ」時代劇篇（2008年）
- パチンコCR・蒼天の拳（2009年）
- 日清カップヌードル・SURVIVE! グローバリゼーション篇（2013年）